# Конка Дам (Њу Мексико)
Конка Дам (енгл. Conchas Dam) насељено је место без административног статуса у америчкој савезној држави Њу Мексико.

## Демографија
По попису из 2010. године број становника је 186.
| Група             | 2000.    | 2010.       |
| Белци             | 0 (0,0%) | 146 (78,5%) |
| Афроамериканци    | 0 (0,0%) | 1 (0,5%)    |
| Азијати           | 0 (0,0%) | 3 (1,6%)    |
| Хиспаноамериканци | 0 (0,0%) | 36 (19,4%)  |
| Укупно            | 0        | 186         |